# Jordi Molina i Membrives
Jordi Molina i Membrives (Blanes, Selva, 12 de març de 1962) és intèrpret de tenora i compositor.

## Biografia
Estudià clarinet i tenora al col·legi Santa Maria de Blanes, seu de la cobla del mateix nom, on debutà. Amplià la formació amb Ricard Viladesau (tenora), i estudiant clarinet i harminia al Conservatori Municipal de Música de Barcelona.
A partir del 1981 tocà a la cobla la Principal de Barcelona abans d'entrar, el 1983, a la Cobla-orquestra Els Montgrins, on substituí Josep Gispert i es consolidà com un dels grans tenores de l'època. De la Montgrins passà a l'Orquestra Maravella (1996-1999). Al 2000 esdevingué el director de la cobla Marinada i posteriorment, després de innovar amb la incorporació de la tenora en formacions com l'Elèctrica Dharma o Kaulakau, ho fou també de la Flama de Farners. A finals de la dècada del 2000 col·laborà en tasques de documentació sardanística amb el Museu de la Mediterrània de Torroella de Montgrí. Actualment és director de la Cobla Orquestra montgrins i ha realitzat dues obres discogràfiques amb la formació Jordi Molina grup: Matèria del Temps (2016) i Retrat en groc (2018). Ambdues obres recullen elements de les arrels de la música tradicional catalana i els combina amb les influències de gèneres com el jazz o el folk, on la tenora és protagonista de composicions on s'innova amb aquest instrument.
Molina ha estat autor d'una setantena d'obres per a cobla, moltes d'elles enregistrades repetidament. A banda de diverses distincions per a obres concretes, Jordi Molina obtingué l'any 2000 el Premi a la Singularitat Interpretativa de l'Obra del Ballet Popular i el 2004, de la mateixa entitat, la medalla al Mèrit Musical «per la seva tasca constant i obstinada de donar relleu a un dels instruments més emblemàtics de la cobla, la tenora, tot obrint un nou camí com a solista d'aquest instrument, demostrant la seva versatilitat i treballant per incorporar-la a tota mena de formacions, obrint-la a estils musicals allunyats de la formació de cobla clàssica i donant-la a conèixer a través de concerts arreu del món». A l'any 2011 rebé el Premi Agustí Borgunyó «per la seva trajectòria com intèrpret de tenora i compositor, per la recerca de noves sonoritats de l'instrument i per la internacionalització de la tenora resultant de les seves propostes artístiques» i, al 2013, el Premi a l'Excel·lència Sardanista juntament amb el seu germà.

## Obres
(selecció)
- Per un camí comú (2000), per a tenora i trio de jazz[5]

Sardanes
- Als quatre vents (1999), 2n. premi Ceret-Banyoles, enregistrada
- Calella, ciutat pubilla (1996), sardana del pubillatge, enregistrada
- Capvespre (1992), premi Ramon Serrat per a joves compositors, enregistrada
- Cercant la nostra història (1992), versió per a tres cobles, enregistrada
- Espurnes perpètues (2002), per a tres cobles
- Festa d'argent a Palamós (2005), premi Federació de La Sardana de l'Any
- Laia (1986), primera sardana, enregistrada
- La nina del cingle (2002), sobre un poema de Jacint Verdaguer
- Per un mateix camí (1989), amb lletra de Josette Aspinàs Belluch, enregistrada
- Santi i Jordi, sardanova dedicada a Santi Arisa
- Sentor de balada (1993), obligada de tenora dedicada a Josep Maria Bernat, enregistrada
- El silenci del Far (2015), la Sardana de l'Any, premi de la Crítica
- Els tres tenores (2000), sardana obligada per a tres tenores

Altra música per a cobla
- Dels ous ferrats a la cendra, cantata empordanesa (2015), per a cor, cobla i percussions
- Goigs de Nostra Senyora de la Llibertat (2014), per a cobla, percussió i cor, peça d'encàrrec per al premi Ceret-Banyoles, lletra de Vicenç Pagés i Jordà
- Pinya de Rosa (2003), per a dues cobles i percussió, dedicada a l'obra homònima de Joaquim Ruyra, enregistrada
- Suite del Paral·lel (2018)
- Suite Dharma, per a dues cobles, dedicada a la Companyia Elèctrica Dharma

### Enregistraments
- Cobla la Bisbal Jove; Cobla La Flama de Farners. Almer. Sardanes de Jordi i Xavi Molina.  Barcelona: Picap, 2014.
- Cobla Marinada. Jordi Molina 2.  Barcelona: Tram, 2001.
- Cobla Els Montgrins. Jordi Molina. Primeres sardanes.  Sabadell: Alternativa, 1994.
- Cobla Els Montgrins. Jordi Molina. Sardanes.  Barcelona: Picap, 2007.